# روي روبرتس
روي روبرتس (بالإنجليزية: Roy Roberts) هو ممثل أمريكي، ولد في 19 مارس 1906 بديد سيتي في الولايات المتحدة، وتوفي في 28 مايو 1975 بلوس أنجلوس في الولايات المتحدة بسبب نوبة قلبية.

## أعمال

### أفلام
- (1956) ملك وأربع ملكات
- (1963) إنه عالم مجنون مجنون مجنون مجنون[2]
- (1974) الحي الصيني

## وصلات خارجية
- روي روبرتس على موقع IMDb (الإنجليزية)
- روي روبرتس على موقع أول موفي (الإنجليزية)
- روي روبرتس على موقع قاعدة بيانات برودواي على الإنترنت (الإنجليزية)
- روي روبرتس على موقع قاعدة بيانات الأفلام السويدية (السويدية)
- روي روبرتس على موقع قاعدة بيانات الفيلم (الإنجليزية)